# Éditions de l'Entre-deux-Mers
Les Éditions de l'Entre-deux-Mers sont une maison d'édition française fondée en 2001 à Saint-Quentin-de-Baron au cœur de la région naturelle de l'Entre-deux-Mers dans le département de la Gironde en région Aquitaine. 
Elle poursuit de manière autonome, sous la forme d'une association loi de 1901 dirigée par Bernard Larrieu, l'activité éditoriale du Comité de liaison des associations historiques de l'Entre-deux-Mers (Clem) à l'origine de sa fondation.
Spécialisée dans l'édition de documents historiques inédits et dans l'iconographie du patrimoine régional du XVIe au XXe siècle comme l'histoire de la pêche en Atlantique ou de la construction navale à Bordeaux, elle publie une longue série d'albums consacrés aux dessins de Léo Drouyn. 
Attachée à une politique de diffusion auprès d'un large public elle entoure ses publications d'actions culturelles comme La Fête à Léo et au patrimoine girondin élargi aux départements de la Dordogne et de Lot-et-Garonne.

## Publications
Les ouvrages sont édités dans les collections « Archives et chroniques d'Aquitaine », « Mémoire locale », « L'Esprit des lieux », « Images du patrimoine, patrimoine de l'image », « Léo Drouyn, les albums de dessins », « Le Petit patrimoine rural diffus de la juridiction de Saint-Émilion », « Petite bibliothèque Léo Drouyn », « Portraits en cent et un tableaux » ou « Le Masson du Parc » (en coédition avec les Archives nationales).